# Miramichi
Miramichi (pronúncia anglesa: [ˈmɛɚˌməˌʃi]) és la ciutat més gran del Nord-Est de la província canadenca de Nova Brunswick. Se situa al comtat de Northumberland, a la desembocadura del riu Miramichi, que flueix en el golf del Sant Llorenç. Aquesta ciutat, que es va formar el 1995 amb la fusió de dues ciutats, Newcastle i Chatham, agregant-hi alhora també diverses comunitats més menudes, com ara Douglastown, Loggieville i Nelson, comptava 17.537 habitants el 2016.